# Trollech
Trollech jest to czeska grupa grająca pagan metal. Ich teksty traktują głównie o lasach, rzekach, trollach, pogodzie, oraz o innych naturalnych zjawiskach.

## Muzycy

### Obecny skład zespołu
- Asura Godwar Gorgon's Ray - gitara basowa, śpiew, drumla
- Morbivod - gitara elektryczna, śpiew
- Throllmas - gitara elektryczna, śpiew
- Sheafraidh - perkusja

### Byli członkowie zespołu
- Johannes - gitara elektryczna (2001–2006)

## Dyskografia

### Albumy studyjne
- Ve Hvozdech (2001)
- Synové Lesů (2002)
- V Rachotu Hromů (2003)
- Skryti v mlze (2006)
- Jasmuz (2010)
- Každý strom má svůj stín (2017)

### Dema i kompilacje
- Dech Pohanských Větrů (demo 2000)
- Svatoboj (Metal Swamp no. 22) (koncertowa 2006)

### Splity
- Tumultus (split z Sorath, 2005)
- Trollech vs. Heiden (split z Heiden) (2007)

### Single
- Tváře Stromů (2003)